# نهر أديلايد
نهر أديلايد هو نهر يقع في الإقليم الشمالي لأستراليا.

## تاريخ
كان سكان أستراليا الأصليون يمتلكون الأراضي الواقعة بين النهر لآلاف السنين. شاهد الملازم فيتزموريس تحت قيادة جون لورت ستوكس النهر في رحلة استكشافية بالقوارب، حيث كانت البعثة جزءًا من رحلة سفينة بيغل في عام 1839، والذي سمي النهر على اسم الملكة أديلايد تكريماً لها.